# Энергетика Вологодской области
Энергетика Вологодской области — сектор экономики региона, обеспечивающий производство, транспортировку и сбыт электрической и тепловой энергии. По состоянию на середину 2021 года, на территории Вологодской области эксплуатировалась 21 электростанция общей мощностью 1432,3 МВт, в том числе три гидроэлектростанции и 18 тепловых электростанций. В 2020 году они произвели 10 212 млн кВт·ч электроэнергии.

## История
Первая электростанция на территории современной Вологодской области появилась в 1899 году, она снабжала электроэнергией предприятие по производству бумаги в городе Соколе. В Вологде первая электростанция мощностью 115 кВт, вырабатывавшая постоянный ток, заработала в 1904 году, в 1904 году электростанция мощностью 12 кВт была построена при Тотемском техническом училище. В 1920 году была пущена электростанция мощностью 27 кВт в Грязовце. В 1924 году в Вологде была пущена вторая городская электростанция мощностью 317 кВт, вырабатывавшая переменный ток. К середине 1920-х годов в Вологодской губернии работали 29 небольших электростанций, из них 11 в Вологде, также электростанции имелись в Грязовце (48,5 кВт), Кадникове, Тотьме (48 кВт), Вельске (50 кВт), Каргополе (33,5 кВт).
В 1930 году было завершено строительство линии электропередачи напряжением 35 кВ, по которой с электростанций промышленных предприятий Сокола электроэнергия начала поступать в Вологду. По состоянию на 1938 год в Вологодской области имелось более 100 электростанций общей мощностью более 25 МВт, из них лишь 8 электростанций имели мощность более 500 кВт. Крупнейшими электростанциями были две ТЭЦ в Соколе общей мощностью 13,1 МВт. В Вологде, помимо двух электростанций общего пользования, имелось 14 мелких электростанций, обеспечивающих энергоснабжение отдельных предприятий, крупнейшей из них являлась из них электростанция паровозовагоноремонтного завода мощностью 1740 кВт. В качестве топлива использовались в основном торф и дрова.
В 1937 году было начато строительство электростанции Вологодского льнокомбината (ныне Вологодская ТЭЦ), приостановленное во время войны. Станция мощностью 24 МВт была введена в эксплуатацию в 1955 году, она позволила снять дефицит электроэнергии в Вологде и вывести из эксплуатации мелкие станции. Одновременно в 1950-х годах с помощью небольших тепловых (преимущественно дизельных) электростанций и малых гидроэлектростанций развивалась электрификация сельской местности. В частности, в 1945—1950 годах были введены в эксплуатацию 105 малых ГЭС и 78 тепловых электростанций общей мощностью около 5 МВт. Впоследствии по мере подключения сельских районов к централизованному энергоснабжению малоэффективные небольшие электростанции были демонтированы, этот процесс был завершён к середине 1970-х годов.
В 1958—1959 годах к формирующейся единой энергосистеме страны подключается район Череповца, где также вводится в эксплуатацию ТЭЦ металлургического завода. В 1966 году после ввода в эксплуатацию ВЛ 220 кВ Пошехонье — Вологда к единой энергосистеме была подключена основная часть Вологодской энергосистемы. В 1961 году были пущены небольшие Вытегорская и Белоусовская ГЭС, в 1966 году — Шекснинская ГЭС. В 1966 году было начато строительство крупнейшей электростанции региона, Череповецкой ГРЭС. Три её энергоблока мощностью по 150 МВт был пущены в 1976—1978 годах. В 1985 году вологодская энергетика была выделена из «Ярэнерго» в районное энергетическое управление (РЭУ) «Вологдаэнерго».
В 2006 году была введена в эксплуатацию Мини-ТЭЦ «Белый Ручей» мощностью 6 МВт, использующая в качестве топлива древесину и торф. В 2010 году была введена в эксплуатацию парогазовая Красавинская ГТ ТЭЦ, в 2014 году — парогазовые энергоблоки на Вологодской ТЭЦ и Череповецкой ГРЭС. Ввод новых мощностей сопровождался одновременным выводом из эксплуатации устаревших и изношенных энергообъектов, частности в конце 2020 года были остановлены угольные энергоблоки Череповецкой ГРЭС.

## Генерация электроэнергии
По состоянию на середину 2021 года, на территории Вологодской области эксплуатировалась 21 электростанция общей мощностью 2062,3 МВт. В их числе три гидроэлектростанции — Шекснинская ГЭС, Вытегорская ГЭС, Белоусовская ГЭС и 18 тепловых электростанций — Вологодская ТЭЦ, Череповецкая ГРЭС, Красавинская ГТ ТЭЦ, мини-ТЭЦ «Белый Ручей», а также 14 электростанций промышленных предприятий (блок-станции).

### Шекснинская ГЭС
Расположена в п. Шексне, на реке Шексна. Введена в эксплуатацию в 1965 году. Установленная мощность станции — 24 МВт, проектная среднегодовая выработка электроэнергии — 120 млн кВт·ч. В здании ГЭС установлены 4 гидроагрегата мощностью по 6 МВт. Эксплуатируется ФБУ «Администрация Волго-Балтийского бассейна внутренних водных путей».

### Вытегорская ГЭС
Расположена в г. Вытегре, на Волго-Балтийском канале. Введена в эксплуатацию в 1961 году. Установленная мощность станции — 1,52 МВт. Эксплуатируется ФБУ «Администрация Волго-Балтийского бассейна внутренних водных путей».

### Белоусовская ГЭС
Расположена у п. Белоусово Вытегорского района, на Волго-Балтийском канале. Введена в эксплуатацию в 1961 году. Установленная мощность станции — 0,76 МВт. Эксплуатируется ФБУ «Администрация Волго-Балтийского бассейна внутренних водных путей».

### Вологодская ТЭЦ
Расположена в г. Вологде, крупнейший источник теплоснабжения города. Теплоэлектроцентраль смешанной конструкции, включает в себя паротурбинную часть и парогазовый энергоблок, в качестве топлива использует природный газ. Эксплуатируемые в настоящее время турбоагрегаты станции введены в эксплуатацию в 1972—2014 годах, при этом сама станция работает с 1955 года. Установленная электрическая мощность станции — 132,1 МВт, тепловая мощность — 545,4 Гкал/час. Оборудование паротурбинной части станции включает в себя три турбоагрегата, из них один мощностью 6 МВт и два по 12 МВт, а также пять котлоагрегатов. Парогазовый энергоблок состоит из газотурбинной установки мощностью 77 МВт, паротурбинного турбоагрегата мощностью 25,1 МВт и котла-утилизатора. Также на станции установлены три водогрейных котла. Принадлежит ПАО «ТГК-2».

### Череповецкая ГРЭС
Расположена в п. Кадуй Кадуйского района. Крупнейшая электростанция региона. Парогазовая электростанция, в качестве топлива использует природный газ. Турбоагрегаты станции введены в эксплуатацию в 2014 году, при этом сама станция эксплуатируется с 1976 года. Установленная электрическая мощность станции — 450 МВт, фактическая выработка электроэнергии в 2020 году — 2842,1 млн кВт·ч. Оборудование станции включает в себя газотурбинную установку мощностью 306 МВт, котёл-утилизатор и паротурбинный турбоагрегат мощностью 144 МВт. Принадлежит ПАО «ОГК-2».

### Красавинская ГТ ТЭЦ
Расположена в г. Красавино, основной источник теплоснабжения города. Парогазовая теплоэлектроцентраль (ПГУ-ТЭЦ), в качестве топлива использует природный газ. Введена в эксплуатацию в 2010 году. Установленная электрическая мощность станции — 63,8 МВт, тепловая мощность — 57 Гкал/час. Оборудование станции включает в себя три газотурбинные установки, три котла-утилизатора и паротурбинный турбоагрегат. Принадлежит ГЭП «Вологдаоблкоммунэнерго».

### Мини-ТЭЦ «Белый Ручей»
Расположена в п. Депо Вытегорского района, основной источник теплоснабжения посёлка. Паротурбинная теплоэлектроцентраль, в качестве топлива использует древесину, отходы лесопереработки, торф. Введена в эксплуатацию в 2006 году. Установленная электрическая мощность станции — 6 МВт, тепловая мощность — 26 Гкал/час. Оборудование станции включает один турбоагрегат и два котлоагрегата. Принадлежит АО «ТЭЦ „Белый ручей“» (дочернее общество ПАО «ТГК-2»).

### Электростанции промышленных предприятий
На территории Вологодской области расположен ряд электростанций, обеспечивающих нужды отдельных промышленных предприятий (блок-станции).

#### ЭлектростанцииЧереповецкого металлургического комбината
Четыре электростанции, расположенные на территории металлургического комбината, обеспечивающие его энергоснабжение и интегрированные в технологический процесс. ТЭЦ-ПВС также является одним из источников теплоснабжения Череповца. В качестве топлива используют доменный газ, коксовый газ и природный газ. Принадлежат ПАО «Северсталь».
- Теплоэлектроцентраль—электровоздуходувная станция № 2 (ТЭЦ-ЭВС 2). Паротурбинная теплоэлектроцентраль. Установленная мощность станции — 160 МВт, фактическая выработка электроэнергии в 2020 году — 1672 млн кВт·ч. Оборудование станции включает в себя два турбоагрегата мощностью по 80 МВт, два котлоагрегата и два водогрейных котла;
- Теплоэлектроцентраль—паровоздуходувная станция (ТЭЦ-ПВС). Паротурбинная теплоэлектроцентраль. Установленная электрическая мощность станции — 311 МВт, фактическая выработка электроэнергии в 2020 году — 2731 млн кВт·ч. Оборудование станции включает в себя семь турбоагрегатов, из которых один мощностью 6 МВт, один — 25 МВт, один — 30 МВт, три — по 50 МВт и один — 100 МВт;
- Газовые утилизационные бескомпрессорные турбины (ТЭЦ ГУБТ). Используют отходящие доменные газы. Мощность турбин — 12 МВт и 25 МВт, фактическая выработка электроэнергии в 2020 году — 142 млн кВт·ч;
- Утилизационная электростанция установок сухого тушения кокса (УЭС ТСЦ). Мощность — 16 МВт, фактическая выработка электроэнергии в 2020 году — 124 млн кВт·ч, оборудование включает два турбоагрегата мощностью 4 МВт и 12 МВт.

#### Электростанции Фосагро-Череповец
Две электростанции, обеспечивающие энергоснабжение предприятий по производству минеральных удобрений, в качестве топлива используют природный газ, принадлежат АО «Апатит»:
- ТЭЦ — паротурбинная теплоэлектроцентраль, мощность станции — 102 МВт. Оборудование включает в себя семь турбоагрегатов, шесть — по 12 МВт и один — 30 МВт;
- ГТЭС — газотурбинная электростанция, мощность станции — 57 МВт. Оборудование станции включает в себя две газотурбинные установки мощностью 25 МВт и 32 МВт, с котлами-утилизаторами.

#### Электростанции Газпром-Трасгаз Ухта
Газотурбинные электростанции, обеспечивающие энергоснабжение компрессорных станций газопроводов. Принадлежат ООО «Газпром трансгаз Ухта»:
- ЭСН КС-15 Нюксенского ЛПУ МГ — мощность 7,5 МВт, три газотурбинные установки мощностью по 2,5 МВт;
- ЭСН КС-16 Юбилейного ЛПУ МГ — мощность 7,5 МВт, три газотурбинные установки мощностью по 2,5 МВт.

#### ТЭЦ ООО «Вологодская бумажная мануфактура»
Расположена в г. Соколе, один из источников теплоснабжения города. Паротурбинная теплоэлектроцентраль, в качестве топлива использует природный газ. Эксплуатируемые в настоящее время турбоагрегаты станции введены в эксплуатацию в 1967—1986 годах. Установленная электрическая мощность станции — 24 МВт, тепловая мощность (с учётом котельной) — 234 Гкал/час. Оборудование станции включает в себя четыре турбоагрегата мощностью по 6 МВт и четыре котлоагрегата.

#### ТЭЦ ООО «Сухонский КБК»
Расположена в г. Соколе, обеспечивает энергоснабжение картонно-бумажного комбината, также является одним из источников теплоснабжения города. Паротурбинная теплоэлектроцентраль, в качестве топлива использует природный газ. Установленная электрическая мощность станции — 24 МВт, тепловая мощность — 187 Гкал/час. Оборудование станции включает в себя четыре турбоагрегата мощностью по 6 МВт и три котлоагрегата.

#### Прочие блок-станции
- ТЭЦ АО «ВОМЗ» — 5,3 МВт;
- ТЭЦ ОАО «Великоустюгский ФК Новатор» — 3 МВт;
- ТЭЦ ОАО «Агростройконструкция» — 2,1 МВт;
- ТЭЦ ООО «Харовсклеспром» — 0,75 МВт.

## Потребление электроэнергии
Потребление электроэнергии в Вологодской области (с учётом потребления на собственные нужды электростанций и потерь в сетях) в 2020 году составило 13 908 млн кВт·ч, максимум нагрузки — 2028 МВт. Таким образом, Вологодская область является энергодефицитным регионом. В структуре энергопотребления лидируют обрабатывающие производства— 41 %, доля населения в энергопотреблении — 9 %. Функции гарантирующего поставщика электроэнергии выполняет ООО «Северная сбытовая компания».

## Электросетевой комплекс
Энергосистема Вологодской области входит в ЕЭС России, являясь частью Объединённой энергосистемы Центра, находится в операционной зоне филиала АО «СО ЕЭС» — «Региональное диспетчерское управление энергосистемы Вологодской области» (Вологодское РДУ). Энергосистема региона связана с энергосистемами Ленинградской области по одной ВЛ 750 кВ и четырём ВЛ 110 кВ, Костромской области — по одной ВЛ 500 кВ и двум ВЛ 110 кВ, Тверской области — по одной ВЛ 750 кВ и одной ВЛ 500 кВ, Ярославской области — по четырём ВЛ 220 кВ и одной ВЛ 110 кВ, Архангельской области — по двум ВЛ 220 кВ и одной ВЛ 110 кВ, Карелии — по одной ВЛ 110 кВ и Кировской области — по одной ВЛ 110 кВ.
Общая протяжённость линий электропередачи напряжением 110—750 кВ составляет 9035,7 км, в том числе линий электропередач напряжением 750 кВ — 334,3 км, 500 кВ — 362,3 км, 220 кВ — 1327,6 км, 110 кВ — 4011,5 км. Магистральные линии электропередачи напряжением 220—750 кВ эксплуатируются филиалом ПАО «ФСК ЕЭС» — Вологодское ПМЭС, распределительные сети напряжением 110 кВ и менее — Вологодским филиалом ПАО «МРСК Северо-Запада» (в основном) и территориальными сетевыми организациями.